# جهاز إدخال
أجهزة الإدخال هي أدوات يمكن بواسطتها إدخال البيانات إلى الحاسوب مثل: لوحة المفاتيح والفأرة والماسح الضوئي وقلم الإدخال والميكروفون وقارئ الباركود (الشيفرة العامودية) وغيرها.